# Styrian Bears 2017
Questa voce raccoglie le informazioni riguardanti gli Styrian Bears nelle competizioni ufficiali della stagione 2017.

## AFL - Division I 2017

### Stagione regolare
| Graz 1º aprile 2017, ore 15:00 2ª giornata | Styrian Bears | 8 – 35 (0-0 0-7 8-14 0-14) referto | Vienna Knights | Verbandsplatz |

| 15 aprile 2017, ore 15:00 3ª giornata | Amstetten Thunder | 34 – 12 (7-6 7-6 0-0 20-0) referto | Styrian Bears |  |

| 30 aprile 2017, ore 15:15 4ª giornata | Tirol Raiders JV | 33 – 35 referto | Styrian Bears |  |

| 13 maggio 2017, ore 15:00 CEST 5ª giornata | Styrian Bears | 15 – 14 (6-7 0-7 0-0 9-0) referto | Salzburg Bulls |  |

| 27 maggio 2017, ore 15:00 6ª giornata | Styrian Bears | 10 – 33 (0-10 3-13 0-7 7-3) referto | Amstetten Thunder |  |

| 11 giugno 2017, ore 15:00 CEST 7ª giornata | Vienna Knights | 40 – 3 (14-0 12-0 7-0 7-3) referto | Styrian Bears |  |

| 17 giugno 2017, ore 15:00 CEST 8ª giornata | Styrian Bears | 35 – 42 (20-14 8-21 0-0 7-7) referto | Tirol Raiders JV |  |

| 2 luglio 2017, ore 15:00 CEST 9ª giornata | Salzburg Bulls | 36 – 48 (7-14 21-13 0-15 8-6) referto | Styrian Bears |  |

### Statistiche di squadra
| Competizione      | %Vittorie | In casa | In casa | In casa | In casa | In casa | In casa | In trasferta | In trasferta | In trasferta | In trasferta | In trasferta | In trasferta | Totale | Totale | Totale | Totale | Totale | Totale |
| Competizione      | %Vittorie | G       | V       | N       | P       | Pf      | Ps      | G            | V            | N            | P            | Pf           | Ps           | G      | V      | N      | P      | Pf     | Ps     |
| ----------------- | --------- | ------- | ------- | ------- | ------- | ------- | ------- | ------------ | ------------ | ------------ | ------------ | ------------ | ------------ | ------ | ------ | ------ | ------ | ------ | ------ |
| Stagione regolare | .375      | 4       | 1       | 0       | 3       | 68      | 124     | 4            | 2            | 0            | 2            | 98           | 143          | 8      | 3      | 0      | 5      | 166    | 267    |
| Totale            | .375      | 4       | 1       | 0       | 3       | 68      | 124     | 4            | 2            | 0            | 2            | 98           | 143          | 8      | 3      | 0      | 5      | 166    | 267    |